# Conny Rux
Conny Rux (* 26. November 1925 in Berlin; † 12. Januar 1995) war ein deutscher Boxer.

## Laufbahn
Conny Rux wuchs in Berlin auf und begann als Jugendlicher mit dem Boxsport. Bis zu seiner Einberufung absolvierte er zwanzig Amateurkämpfe, von denen er 17 gewann. Nach Kriegszeit und Gefangenschaft bestritt er am 5. Mai 1946 seinen ersten Profikampf im Halbschwergewicht. Bis zu seinem Rücktritt 1952 bestritt er 50 Kämpfe, dabei erzielte er 37 Siege, kämpfte sechsmal unentschieden und verlor sechsmal. Deutscher Meister im Halbschwergewicht wurde er 1949 durch einen Sieg über Richard Vogt, Hamburg und Europameister 1952 durch einen Sieg über den Niederländer Willy Schagen. Conny Rux besiegte die gesamte seinerzeitige deutsche Halbschwergewichtselite wie Richard Vogt, Dieter Hucks, Jean Kreitz, Heinz Seidler und Adolf Kleinholdermann. Er scheute sich auch nicht, gegen Schwergewichtler anzutreten und gewann gegen Walter Neusel, Heinz Seelisch, Lloyd Marshall, USA und boxte gegen Heinz Neuhaus, den deutschen Schwergewichtseuropameister, unentschieden. Gegen den US-Amerikaner Gene „Tiger“ Jones, der 1949 und 1950 die deutsche Schwergewichtselite der Reihe nach k. o. schlug, verlor auch er am 19. August 1950 durch K. o.
Am 7. September 1952 unterlag er gegen den belgischen Ex-Europameister im Schwergewicht Karel Sys durch K. o. in der dritten Runde. Nach diesem Kampf gab er im Alter von erst 27 Jahre seinen Rücktritt vom Boxen bekannt.
Conny Rux, groß, blond, gutaussehend, war ab 1950 mit der Schauspielerin Ada Tschechowa verheiratet; gemeinsam hatten sie den 2003 verstorbenen Sohn Mischa. Nach seinem Rücktritt kämpfte Conny Rux als „Catcher“ und wirkte in einigen Filmen, unter anderem in den Krimis Piccadilly null Uhr zwölf und Das Wirtshaus von Dartmoor, als Darsteller mit.

## Seine Meisterschaftskämpfe
(EM = Europameisterschaft, DM = Deutsche Meisterschaft, HS = Halbschwergewicht)
| 25. Mai 1947       | gegen Richard Vogt, Hamburg, um die DM im HS, unentschieden                                 |
| 3. Oktober 1948    | gegen Richard Vogt, Hamburg, um die DM im HS, unentschieden                                 |
| 17. September 1949 | gegen Richard Vogt, Hamburg, um die DM im HS, verloren nach Punkten                         |
| 10. Dezember 1949  | gegen Richard Vogt, Hamburg, um die DM im HS, gewonnen durch technischen K. o. dritte Runde |
| 26. Juli 1952      | gegen Willy Schagen, Niederlande, um die EM im HS, gewonnen durch K. o. zwölfte Runde       |